# 100 Pułk Piechoty (austro-węgierski)

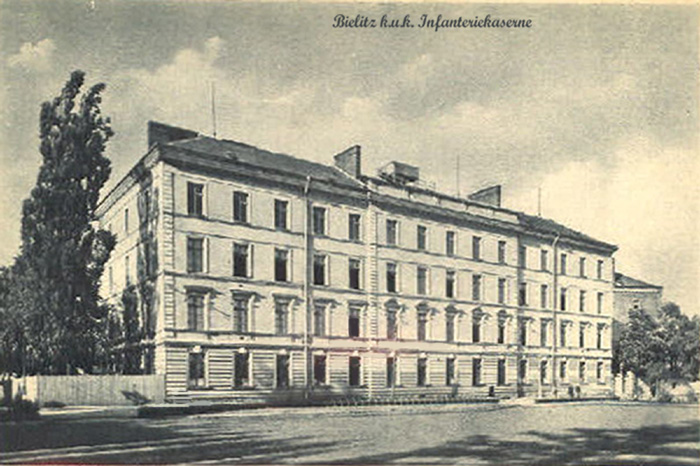
Koszary piechoty w Bielsku

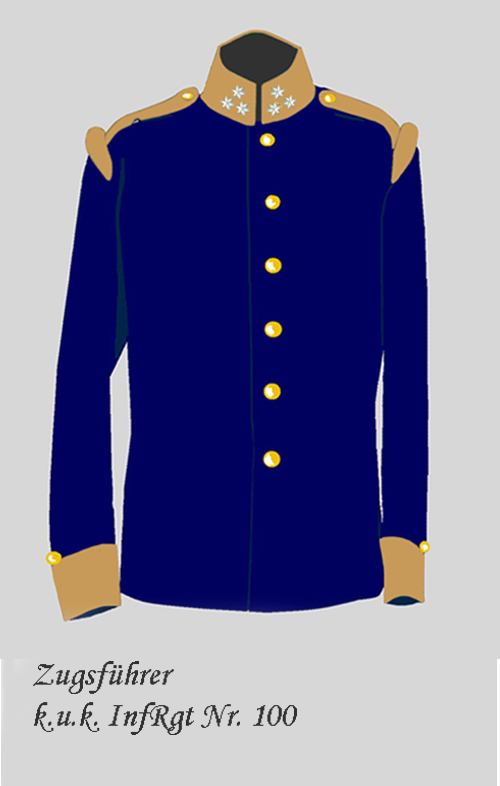
Mundur plutonowego

Śląsko-Morawski Pułk Piechoty Nr 100 (IR 100) – pułk piechoty cesarskiej i królewskiej Armii.

## Historia pułku
Pułk został utworzony 1 stycznia 1883 roku z batalionów należących do trzech pułków piechoty nr: 50, 51 i 64 oraz Batalionu Strzelców Polnych Nr 36.
W latach 1889–1906 szefem pułku był generał kawalerii Edmund von Krieghammer, a od 1907 generał piechoty Moritz von Steinsberg.
Okręgiem uzupełnień pułku był Cieszyn (niem. Teschen). W 1914 komendantem Okręgu Uzupełnień był ppłk Georg Čačkoviċ de Vérhovina z IR 78, a referentem kpt. Antoni Schmied z IR 100.
Kolory pułkowe: żółty (niem. lichtdrap), guziki złote. Skład narodowościowy w 1914 roku 33% – Czesi, 27% – Niemcy, 37% – Polacy.
Komenda pułku oraz I i IV batalion stacjonowały w Krakowie, w Koszarach Arcyksięcia Rudolfa (niem. Kronprinz Rudolf Kaserne) przy ulicy Warszawskiej. III batalion przez cały omawiany okres stacjonował w okręgu uzupełnień w Cieszynie. II batalion podlegał dyslokacjom: do 1906 roku w Krakowie, w latach 1907–1909 – w Bielsku, a w latach 1911–1914 detaszowany w Banja Luce.
W 1914 pułk z wyjątkiem II batalionu wchodził w skład 23 Brygady Piechoty należącej do 12 Dywizji Piechoty, która była podporządkowana komendantowi I Korpusu w Krakowie. Detaszowany w Banja Luce II batalion wchodził w skład 12 Brygady Górskiej należącej do 48 Dywizji Piechoty, która była podporządkowana komendantowi XV Korpusu w Sarajewie.
Pułk walczył z Rosjanami w Kongresówce. W maju 1915, w czasie operacji gorlickiej, pułk poniósł bardzo duże straty. Żołnierze pułku są pochowani m.in. na cmentarzach: w Święcanach, Szymbarku, Kotowicach, Wierzchowiskach. II batalion walczył na froncie bałkańskim.

## Żołnierze pułku
Komendanci pułku
- płk Karl Größl (1903–1905)
- płk Franz Klar (1906–1909)
- płk Heinrich Trichtel (1910–1913[1])
- płk Albin Vogel (1914)
- ppłk/płk Franciszek Latinik (17 IX 1914 – V 1915)

Oficerowie
- ppłk Alfred Poźniak
- mjr Rudolf Böhm – komendant Kadry Batalionu Zapasowego (1914[1])
- mjr Artur Dąbrowski
- mjr Mieczysław Kuliński
- kpt. Otto Matuschek
- por. rez. Ludwik Czyżewski
- ppor. rez. Józef Figna
- ppor. Stanisław Kwaśniewski
- ppor. rez. Józef Rafacz
- ppor. rez. Augustyn Waluś
- lekarz pułkowy 1. klasy Karol Karowski (1899–1909)
- Karol Piórecki